# Hubertus Milke

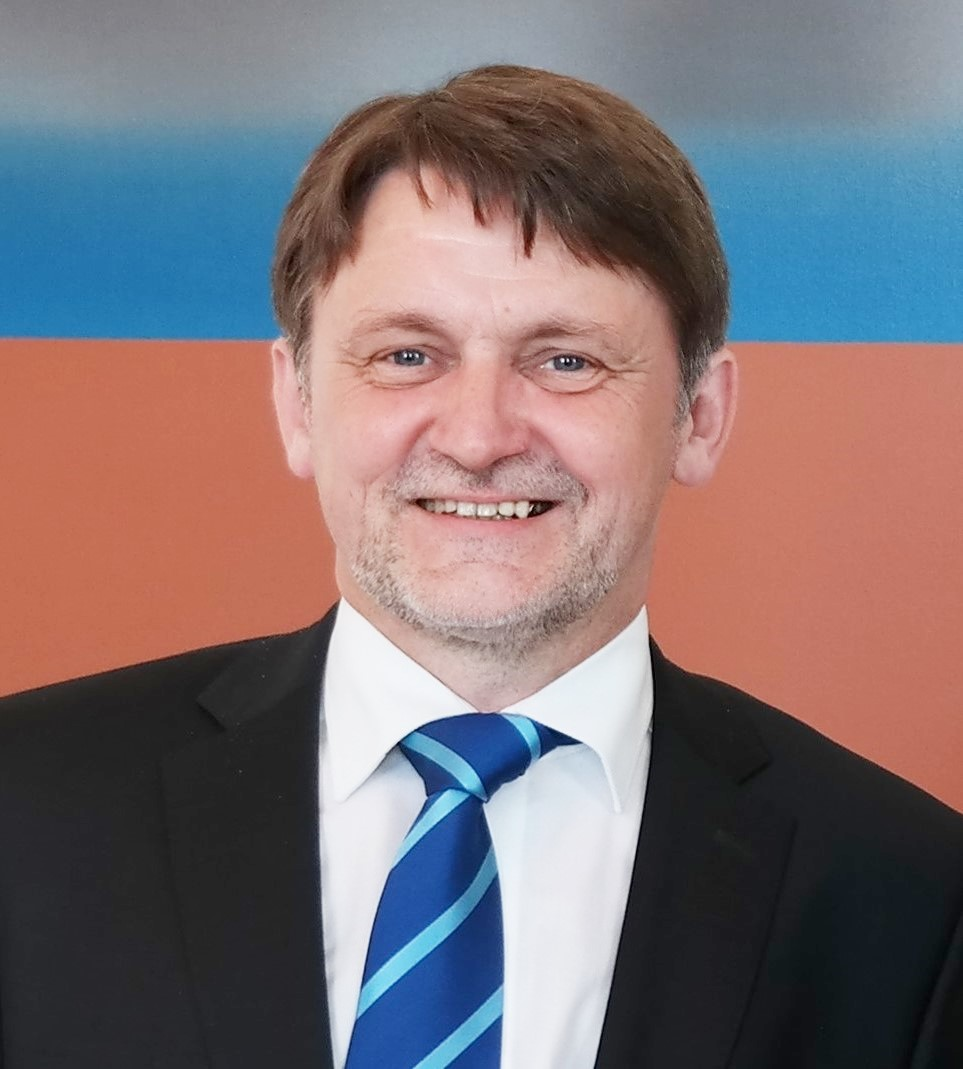
Hubertus Milke (2015)

Hubertus Milke (* 30. April 1962 in Luckenwalde) ist ein deutscher Bauingenieur und Professor für Wasserwirtschaft, Hydrologie und Siedlungswasserwirtschaft. Von 2006 bis 2011 war er Rektor der Hochschule für Technik, Wirtschaft und Kultur (HTWK) Leipzig und von 2015 bis 2020 war er Präsident der Ingenieurkammer Sachsen.

## Werdegang
Hubertus Milke wurde in Luckenwalde geboren, einer Kleinstadt südwestlich von Berlin. Er besuchte die Polytechnische Oberschule Ernst Moritz Arndt bis zur 10. Klasse. Anschließend begann er 1978 eine Lehre als Baufacharbeiter (Maurer) bei der Zwischengenossenschaftlichen Bauorganisation (ZBO) Luckenwalde. Parallel zu seiner Lehre, die er vorzeitig nach 18 Monaten abschließen konnte, absolvierte er die Abendoberschule und erreichte 1980 das Abitur.
Im Herbst 1980 begann er das Studium für Bauingenieurwesen an der TU Dresden, zu seinen Professoren gehörte auch Günter Zumpe. Milke wählte die Fachrichtung Kommunaler Tiefbau, und er absolvierte diese mit seiner Diplomarbeit „Komplexe Technische Erschließung des Standortes Dresden-Dobritz mit dem Schwerpunkt Lösungsvorschläge zur Rekonstruktion des überlasteten Abwassernetzes im Südostraum Dresdens“.
1985 begann er seine berufliche Laufbahn zunächst als Bauleiter beim Betrieb Straßen- und Tiefbau Schkeuditz bei Leipzig und betreute vor allem Tiefbaumaßnahmen im Leipziger Osten. Im Herbst 1986 wechselte er als wissenschaftlicher Mitarbeiter an die Technische Hochschule Leipzig an den Lehrstuhl von Johannes Bosold und bearbeitete seine Dissertation mit dem Thema: „Hydrologische Bemessung, Gestaltung und Entlastung von Regen- und Mischwassernetzen“. 1992 wurde er an der Fakultät Bauingenieurwesen zum Doktoringenieur (Dr.-Ing.) promoviert.  Im Herbst 1991 ging er als Gruppenleiter für Generalentwässerungsplanung in das oberfränkische Ingenieurbüro SRP – Schneider und Partner nach Kronach.

## Hochschulprofessor

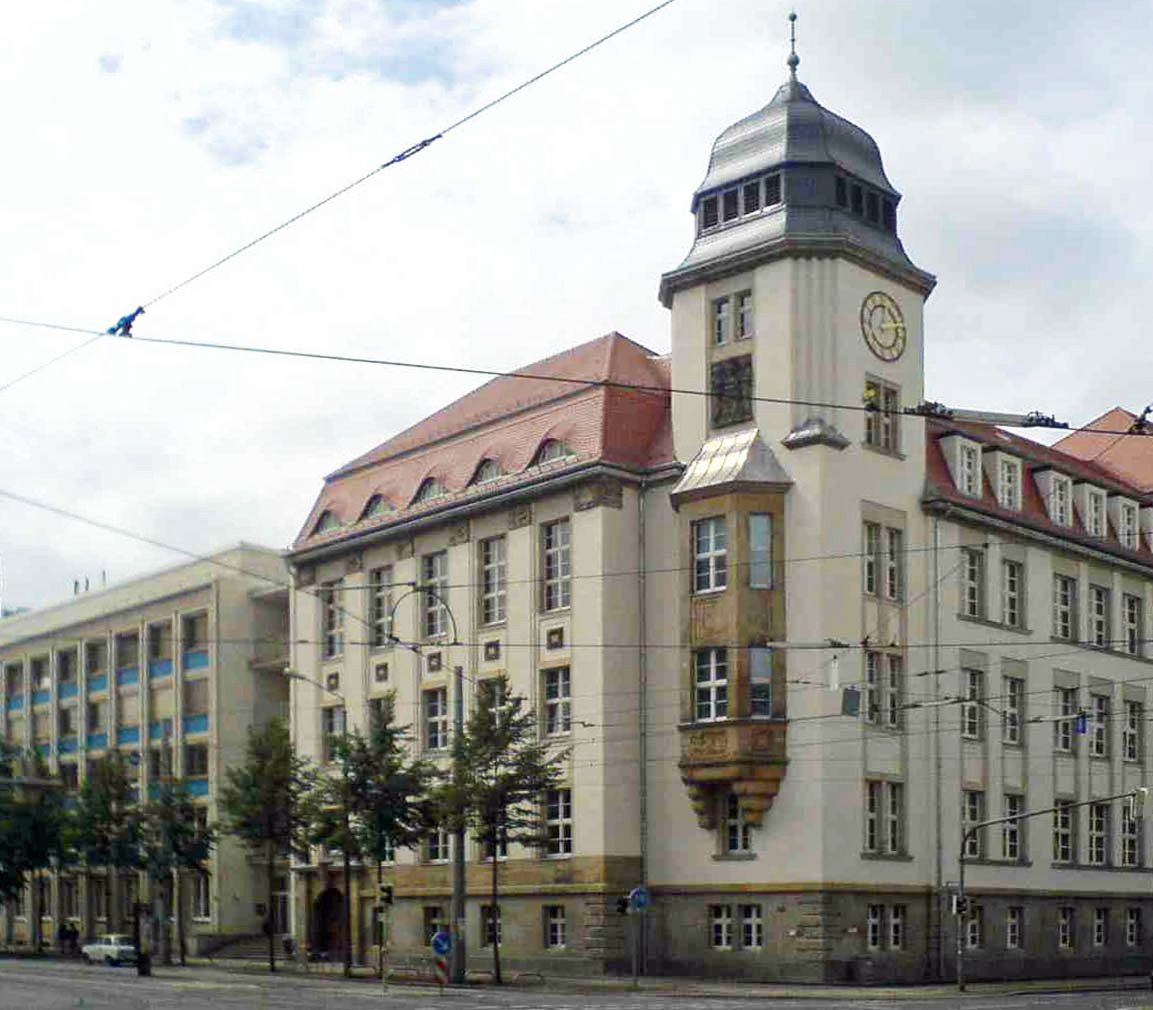
Leipzig, Karl-Liebknecht-Straße 132, ehemaliger Hauptsitz der Hochschule für Bauwesen, dann der TH Leipzig, heute HTWK-Hauptsitz (Geutebrück-Bau)

Zum 1. Juli 1994 erhielt er die Berufung zum Professor für Wasserwirtschaft, Hydrologie und Geohydrologie an die zwei Jahre zuvor aus der TH Leipzig hervorgegangene Hochschule für Technik, Wirtschaft und Kultur Leipzig (HTWK Leipzig). Ausgehend von seinen schon während der Bearbeitung der Dissertation und im Ingenieurbüro durchgeführten Entwicklungsarbeiten auf den Gebieten der numerischen Simulation von Entwässerungsnetzen und Versickerungsanlagen in Verbindung mit Niederschlags-Abflussmessungen, konnte er bald erste Forschungs- und Entwicklungsprojekte einwerben. Immer stärker legte er hier den Schwerpunkt von der angewandten Forschung zum Wissenstransfer durch die Zusammenarbeit mit mittelständischen Ingenieurbüros, Behörden und Verbänden der Wasser- und Abwasserwirtschaft. Dies führte 2002 zur Gründung des Instituts für Wasserbau und Siedlungswasserwirtschaft als eines der ersten und damals noch nicht üblichen Institute der HTWK Leipzig mit den fachlichen Schwerpunkten:
- Mehrdimensionale numerische Modellierung/GIS
- Dezentrale Systeme
- Physikalische Modelle/In-situ Messungen.

Auf den Gebieten des Wasserbaus, der Hydrologie und der Siedlungswasserwirtschaft hat sich das Institut mit einer Mitarbeiterzahl zwischen 10 und 20 Mitarbeitern fachlich etabliert. Das Institut ist eines der Drittmittelstärksten an der HTWK, insbesondere im Einwerben von Drittmitteln aus der Wirtschaft.
Auf dem Gebiet der Weiterbildung installierte er 2010 gemeinsam mit dem Lehrstuhl Robert Holländer von der Universität Leipzig den berufsbegleitenden Masterstudiengang „Change Management in der Wasserwirtschaft“. Als gemeinsames Studiengangsmodell zwischen einer Universität und einer Hochschule ermöglicht er Absolventen mit mindestens einem akademischen Abschluss auf dem Gebiet des Bauingenieurwesens, Wirtschaftsingenieurwesens oder wasserwirtschaftlich artverwandten Studiengänge einen zusätzlichen Masterabschluss in 5 Semestern Regelstudienzeit.
Im Rahmen der Normungsarbeit auf dem Gebiet der Siedlungswasserwirtschaft war Milke von 1994 bis 2005 in die ATV/DWA-Arbeitsgruppe zur Erarbeitung des Arbeitsblattes A166 sowie des Merkblattes M176, und seit 2005 ist er in die Arbeitsgruppe „Qualitative und Quantitative Durchflussmessung“ berufen, die sich mit der Erarbeitung des DWA-Merkblattes M151 befasst hat. In der DWA-Landesgruppe Sachsen / Thüringen war er von 1995 bis 2013 als Lehrer für das Netzwerk der Kläranlagen (Kläranlagennachbarschaften) zwischen den Städten Torgau und Waldheim aktiv tätig.

## Dekan und Rektor
2003 wurde Milke zum 6. Dekan des Fachbereiches Bauwesen der HTWK Leipzig gewählt. Unter seiner Leitung wurde die Forschung an der Fakultät weiter strukturell durch die Gründung von Instituten vorangebracht. In Kooperation mit der Ingenium Friedrich GmbH aus Graz wurde ein neuer berufsbegleitender Studiengang Bauwesen, insbesondere für Absolventen der höheren technischen Lehranstalten in Österreich, entwickelt und in Kooperation mit mehreren Fakultäten umgesetzt. Im Rahmen dieses neuen Kooperationsmodells schließen heute jedes Jahr über 100 Bauingenieurabsolventen aus Österreich an der HTWK Leipzig ihr Studium mit dem Diplom ab.

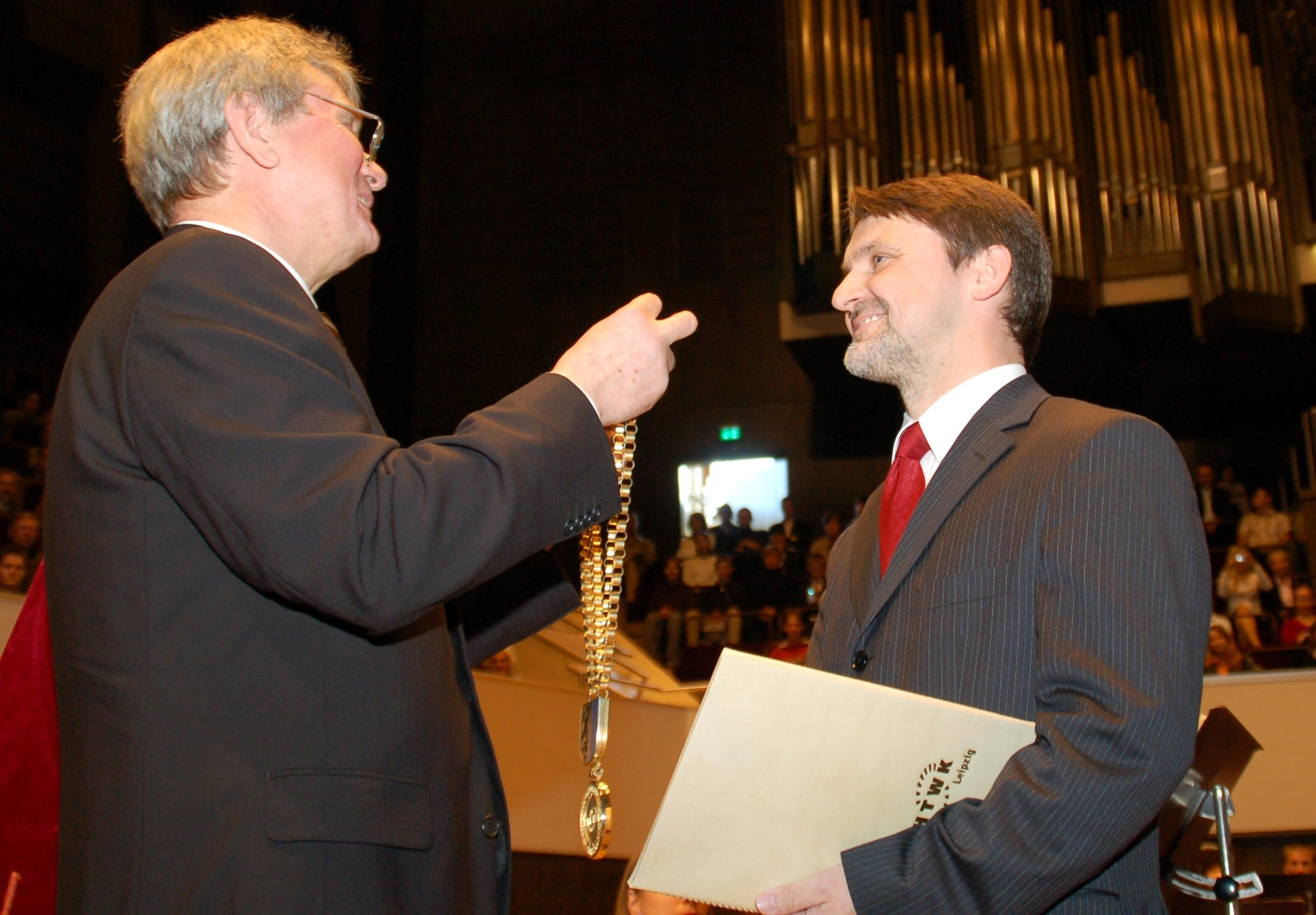
Hubertus Milke bei der Rektoratsübernahme von Manfred Nietner im Neuen Gewandhaus zu Leipzig (2006)

Im Jahr 2006 wurde Milke nach Gründungsrektor Klaus Steinbock (1992–2003) und Manfred Nietner (2003–2006) zum 3. Rektor der HTWK Leipzig gewählt. In seinem Rektorat mit der Professorin für Wirtschaftswissenschaften Sibylle Seyffert als Prorektorin für Bildung und dem Energietechnik-Professor Michael Kubessa als Prorektor für Wissenschaftsentwicklung sowie dem Chemie-Professor Ulrich Ziegler als Kanzler wurden zahlreiche hochschulstrategische Projekte in Angriff genommen und erfolgreich bearbeitet. Dazu gehörten insbesondere:
- Eine breit angelegte Diskussion zur Erarbeitung und die Verabschiedung eines neuen Leitbildes der HTWK Leipzig
- Die Umstellung der meisten Studiengänge auf Bachelor-/Master-Abschlüsse und deren Erstakkreditierung
- Die Profilierung der Forschung auf drei Profillinien (Energie-Bauen-Umwelt, Life Science Engineering sowie Software- und Medientechnologien)
- Die Vollmitgliedschaft in der European University Association (EUA), der Vereinigung Forschungsstarker Hochschulen
- Die Auditierung zur Familienfreundlichen Hochschule
- Die Neustrukturierung zahlreicher Einrichtungen der Hochschule
- Ein Internationales kooperatives Promotionsabkommen mit der University of Paisley
- Ein Hochschulrahmenvertrag für die Zusammenarbeit mit der Universität Leipzig
- Die Einrichtung von Nachwuchsforschergruppen einschließlich deren Finanzierung
- Die stärkere Internationalisierung der Hochschule.

Verbunden war diese Entwicklung u. a. mit einer Steigerung der Drittmitteleinnahmen um über 100 % zwischen 2006 und 2010 (2006: 3 Mio. €; 2010: 7 Mio. €), damit verbunden auch die deutliche Steigerung des Drittmittelpersonals. Der Anteil der ausländischen Studierenden wurde auf rund 10 % gesteigert und der Anteil der Studierenden aus den alten Bundesländern von 8 auf 16 % verdoppelt. Die Verstärkung der internationalen Kooperationen wurde u. a. durch den Besuch von 27 Universitäten in 12 Ländern während der Amtszeit deutlich.
2007 wurde Hubertus Milke in Würdigung seiner Leistungen auf dem Gebiet der Wasserwirtschaft sowie seines Engagements beim weiteren Ausbau von internationalen Kooperationen zum Ehrenprofessor der Nanjing University of Technology ernannt.
Bautechnisch konnte an der HTWK Leipzig kurzfristig ein neues Forschungszentrum auf dem Gebiet „Live Science“ eingerichtet werden. Das schon unter Milkes Vorgänger Manfred Nietner geplante Medienzentrum und die Hochschulbibliothek wurden umgesetzt. Der Umbau der alten Bibliothek zum Gutenberg-Bau  und der Neubau des Fakultätsgebäudes für die Maschinen- und Energietechnik (Nieper-Bau) wurden in Milkes Amtszeit vorbereitet.
Hochschulpolitisch fiel in diese Zeit auch die Umsetzung des neuen Sächsischen Hochschulgesetzes, welches mit einer Neustrukturierung der Hochschulgremien, wie der Einführung von Hochschulrat und Erweitertem Senat einherging. Auch die Aufstockung der Studienplätze im Rahmen des sog. Hochschulpaktes stellte die Hochschule in der Amtszeit von Milke vor große Herausforderungen: 2010 wurde mit rd. 7000 die bisher höchste Zahl an eingeschriebenen Studierenden der HTWK Leipzig erreicht. Damit war die HTWK Leipzig die größte Hochschule in Sachsen, und dies spiegelt sich auch in ihrer Präsens in der Stadt Leipzig wider.

## Streit um das Rektorwahlverfahren
Die Wahlperiode nach dem bestehenden Sächsischen Hochschulgesetz (HSG) lief für den Rektor Milke im Herbst 2009 aus. Da die Umsetzung eines neuen HSG noch nicht vollständig vollzogen war, wurde seine Amtszeit durch das Sächsische Staatsministerium für Wissenschaft und Kunst (SMWK) bis zur Wahl eines Nachfolgers verlängert.
Nach dem neuen HSG sollte die Rektorwahl nicht mehr wie bisher ausschließlich im Senat der Hochschule erfolgen, sondern in einem mehrstufigen Verfahren:
1. Öffentliche Ausschreibung,
2. Vorauswahl der Kandidaten durch eine gemeinsame Kommission aus Senat und Hochschulrat (HSR),
3. Aufstellung einer Liste von maximal drei Kandidaten durch den Hochschulrat,
4. Wahl aus der Liste durch den erweiterten Senat.
Von den vier eingegangenen Bewerbungen um die Stelle des Rektors konnte nach Auffassung des HSR nur ein Bewerber das Anforderungsprofil für die Stelle entsprechend der Ausschreibung erfüllt, zu diesem Kandidaten wurde auch das Einvernehmen mit dem Senat hergestellt. Am 23. Juni 2010 erfolgte dann die Wahl im Erweiterten Senat. Der bisherige Amtsinhaber Hubertus Milke wurde mit 17 von 26 Stimmen wieder zum Rektor gewählt.
Am 12. August 2010 machte jedoch eine Mitbewerberin aus NRW einen Konkurrentenstreit beim Verwaltungsgericht Dresden anhängig und rügte Mängel im Stellenbesetzungsverfahren. Aus Sicht des SMWK und des Hochschulrates entbehrte der vorliegende Rechtsstreit jeder Grundlage. Um jedoch ein langes schwebendes gerichtliches Verfahren zu vermeiden, welches die HTWK möglicherweise über längere Zeit handlungsunfähig macht, erklärte das SMWK mit Billigung des Hochschulrates die erfolgte Wahl zum Rektor für ungültig.
Nach erneuter Ausschreibung und der Erstellung einer Liste durch den Hochschulrat wurden nun drei Bewerber aufgestellt: neben dem Amtsinhaber noch Renate Lieckfeldt von der FH Gelsenkirchen und Peter Schulze von der Fakultät Maschinen- und Energietechnik der HTWK Leipzig. Am 19. Januar 2011 wurde Renate Lieckfeldt im 3. Wahlgang zur neuen Rektorin der HTWK Leipzig gewählt. Mit dieser Wahl der Nachfolgerin war nach dem neuen HSG die Amtszeit von Hubertus Milke als Rektor beendet. In der Folge legten drei der fünf externen Hochschulratsmitglieder ihr Mandat nieder (IHK-Präsident Wolfgang Topf, Ingenieurkammer-Präsident Dr. Arne Kolbmüller und das Vorstandsmitglied der Verbundnetz Gas AG (VNG)  Gerhard Wolff). Bis zur Bestellung von Renate Lieckfeldt als Rektorin der HTWK durch das Sächsische Staatsministerium für Wissenschaft und Kunst (SMWK) zum 1. Juli 2011, die zunächst vom SMWK verweigert und damit verzögert wurde, wirkte der bisherige Prorektor für Wissenschaftsentwicklung Michael Kubessa als Amtierender Rektor. Diese Vorgehensweise folgte aus dem damaligen neuen HSG; erst die nachfolgende Gesetzesnovelle legte fest, dass die Amtszeit eines Rektors bis zur Bestellung des Nachfolgers durch das SMWK reicht.

## Aufgaben nach dem Rektorat
Nach Beendigung des Rektorats widmete sich Milke, neben seinen Aufgaben als wissenschaftlicher Direktor des Instituts für Wasserbau und Siedlungswasserwirtschaft, stärker auch vielfältigen ehrenamtlichen Aufgaben u. a. als Vorstandsmitglied der Leipziger Stiftung für Innovation und Technologietransfer, als Kuratoriumsmitglied weiterer Stiftungen oder auch als Mitglied im Caritasrat Leipzig.
2013 wurde er zum Landesverbandsvorsitzenden für Sachsen und Thüringen der Deutschen Vereinigung für Wasserwirtschaft, Abwasser und Abfall e.V. (DWA) gewählt und damit auch zum Mitglied des Bundesvorstandes der DWA.
Im Januar 2015 wurde Milke von der Vertreterversammlung der Ingenieurkammer Sachsen (IKS) zu deren 3. Präsidenten gewählt in der Nachfolge von Arne Kolbmüller. Damit übernahm er auch den Vorstandsvorsitz der Stiftung Sachsen.Land der Ingenieure und vertritt die IKS in der Bundesingenieurkammer. Im September 2020 trat er von diesen Ämtern zurück.
Hubertus Milke ist Mitglied im Hochschulrat der HTWK Leipzig.

## Persönliche Berufungen und Ehrenämter
- Präsident der Ingenieurkammer Sachsen 2015–2020
- Landesverbandsvorsitzender Sachsen / Thüringen der Deutschen Vereinigung für Wasserwirtschaft, Abwasser und Abfall e.V. (DWA) seit 2013.
- Mitglied im Bundesvorstand der DWA seit 2013.
- Mitglied der Bundesingenieurkammer 2015–2020
- Vorstandsvorsitzender der Stiftung Sachsen. Land der Ingenieure 2015–2020
- Vorstandsmitglied der Leipziger Stiftung für Innovation und Technologietransfer seit 2007.
- Kurator der Stiftung Sachsen. Land der Ingenieure 2007–2015
- Kurator und stellv. Kuratoriumsvorsitzender der Stiftung Zukunft durch Bildung seit 2014.
- Mitglied im Kuratorium der Leipziger Messe für Umwelttechnik und –Dienstleistungen Terratec
- Mitglied im Redaktionsbeirat der beiden Fachzeitschriften Korrespondenz Abwasser und Korrespondenz Wasserwirtschaft seit 2014.
- Mitglied im Öffentlichkeitsausschuss der Ingenieurkammer Sachsen 2013–2015
- Mitglied der Vertreterversammlung der Ingenieurkammer Sachsen 2014–2020
- Mitglied im Vorstand des Bildungs- und Demonstrationszentrums für Dezentrale Abwassertechnik e.V. (BDZ) seit 2013.
- Mitglied im Caritasrat Leipzig seit 2007.

## Ehrungen (Auswahl)
- 2007 Ernennung zum Ehrenprofessor der University of Technology in Nanjing (VR China)
- 2011 Jakob-Leupold-Medaille für seine Verdienste in Lehre und Forschung sowie bei der Entwicklung der HTWK Leipzig

## Veröffentlichungen
- Wasser. In: K. Holschemacher (Hrsg.): Entwurfs- und Berechnungstafeln für Bauingenieure. 7. Auflage. Beuth Verlag, Berlin 2015.
- Wasser. In: K. Holschemacher (Hrsg.): Entwurfs- und Konstruktionstafeln für Architekten. 7. Auflage. Beuth Verlag, Berlin 2015.
- mit T. Buschmann und F. Steinhäuser: Anwendungsmöglichkeiten der ADCP-Messung bei Planung und Umsetzung Wasserbaulicher Maßnahmen. Tagungsband der Landesverbandstagung des DWA LV Sachsen / Thüringen am 7. Mai 2015 in Chemnitz.
- mit T. Sahlbach: Siedlungswasserwirtschaft in Beispielen – Bemessung und Berechnungsbeispiele. Bundesanzeiger Verlag, Köln 2014, ISBN 978-3-8462-0385-9.
- mit F. Marlow: Numerische Simulation der Strömung in Absetzbecken – Bedeutung und Nutzen der Berücksichtigung von Einlaufrandbedingung und Wirbelabbildung. In: Korrespondenz Abwasser. (61) Nr. 9, 2014.
- mit S. Geyler, S. Lautenschläger, S. Lindstedt, J. Rüger und S. Walther: Alternative dezentrale Sanitärlösungen im ländlichen Raum beim demographischen Wandel – sinnvoll und akzeptiert? In: Deutsche Vereinigung für Wasserwirtschaft, Abwasser und Abfall e.V. (Hrsg.): Demographischer Wandel – Zukunftsfähige Abwasserkonzepte. 2014, ISBN 978-3-944328-32-4.
- mit D. Hennig und T. Sahlbach: Physikalische Modellversuche zur Vermeidung der Remobilisation in Sedimentationsanlagen. Tagungsband Aqua Urbanica an der ETH Zürich (Schweiz), September 2013.
- mit T. Buschmann, F. Marlow und T. Sahlbach: Tosbeckenoptimierung mithilfe eines hybriden Modells. Wasserbaukolloquium TU Dresden, März 2013.
- mit T. Buschmann, F. Marlow und T. Sahlbach: Hybride Modellierung von wasserbaulichen Anlagen. Wasserbausymposium TU Graz (Österreich) 2012.
- Wissenschaftliche Begleitung der dezentralen Abwasserentsorgung der Bergwachtdiensthütte am Rabenkopf, Bergwacht Penzberg. Abschlussbericht zum DBU-Projekt Förderkennzeichen: AZ 17400/84-23, Deutsche Bundesstiftung Umwelt 2010.
- mit G. Rödel: Entwicklung und Erprobung eines Verfahrens zur Reduzierung der Schwefelwasserstoffbildung in signifikanten Kanalnetzbereichen. Abschlussbericht zum BMBF-Projekt AIF 2009.
- Developments in Decentralized Sewage Treatment. Vortrag mit Veröffentlichung anlässlich einer wissenschaftlichen Tagung an der Universität Homs / Syrien; Mai 2009.
- Application of Simulation Models in Water Management (Examples of Application using numeric  models in hydrology, urban hydrology and hydraulic engineering). Nanjing University of Technology, Mai 2007.
- Planning and construction of rainwater treatment plants. Fair & publication for the world´s wast disposal and conversation industry, Miami (USA), 13. November 1998.
- Auswirkungen der dezentralen Regenwasserentsorgung auf bestehende Kanalnetze und Kläranlagen.  31. Essener Tagung für Wasser und Abfallwirtschaft 1998.
- Kanalnetzberechnung, Mischwasserentlastung und alternative Regenwasserentsorgung. 2. Abwassertechnisches Seminar Kloster Banz, 18./19. Mai 1994.
- Hubertus Milke, Kerstin Hebestreit, Timo Kretschmer (Hrsg. und Gesamtred.): 50 Jahre Bauhochschulen in Leipzig, Chronik zum 50. Jahrestag der Gründung der Hochschule für Bauwesen Leipzig 1954. Leipzig 2004, OCLC 314656507.